# Холодное просачивание

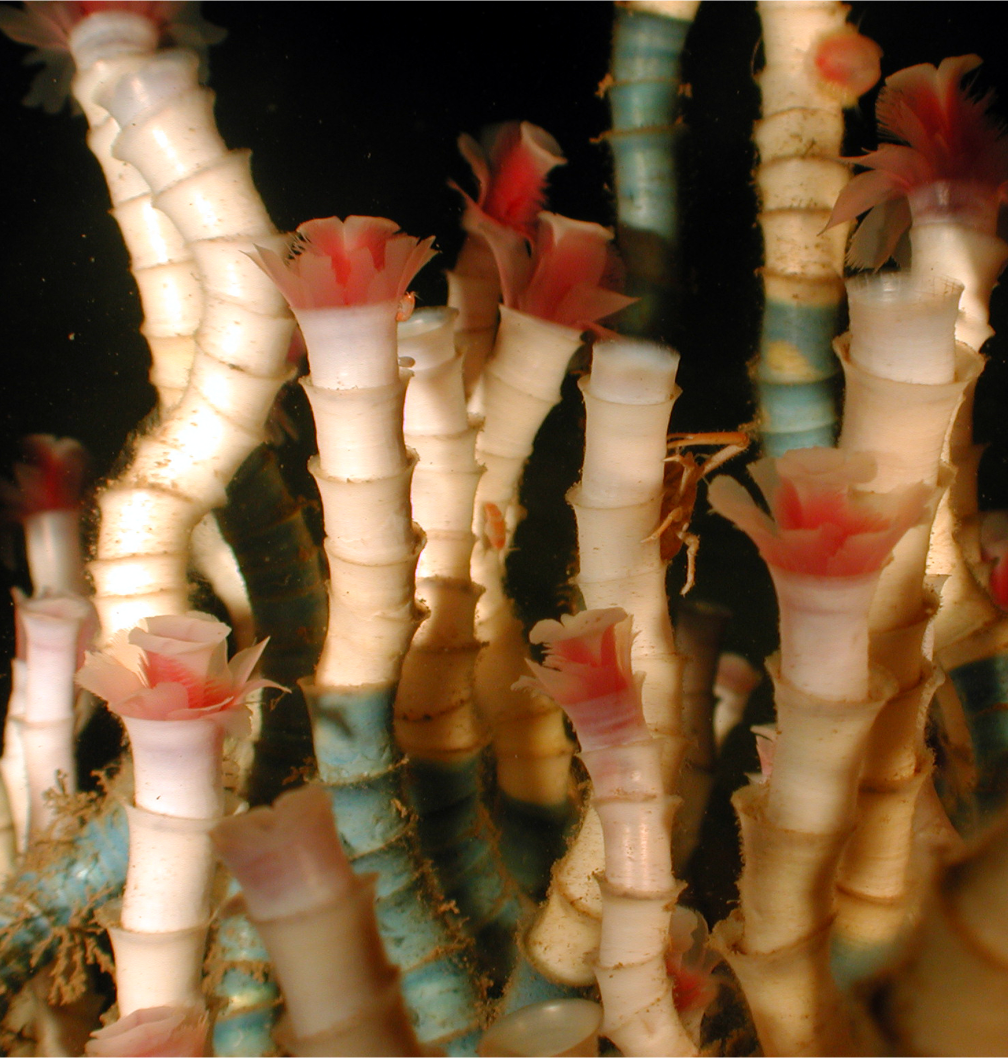
Полихеты рода Lamellibrachia, образующие колонии на дне Мексиканского залива.

Холодное просачивание — зона морского дна, в которой из разрывов и трещин, вызванных тектонической активностью, происходит затекание природного газа, нефти, соленой воды из глубоких слоев земной коры. Благодаря высокой концентрации восстановленных химических соединений (сероводорода, метана и других углеводородов) они представляют собой благоприятную среду обитания для развития хемосинтезирующих бактерий и связанных с ними разнообразных групп организмов более высоких трофических уровней. В биомах этих организмов существует множество эндемичных организмов. Название «холодное просачивание» связано с температурой экссудата, которая обычно немного выше, чем у окружающей морской воды. Специфическая топография области холодного экссудата является результатом различных геологических, физических и химических реакций между веществами, выходящими из-под морского дна и морской водой, а также деятельностью организмов. Возникновение холодного просачивания было обнаружено во многих водоемах по всему миру, но в основном на континентальных склонах и вокруг срединно-океанических хребтов.

## Описание явления

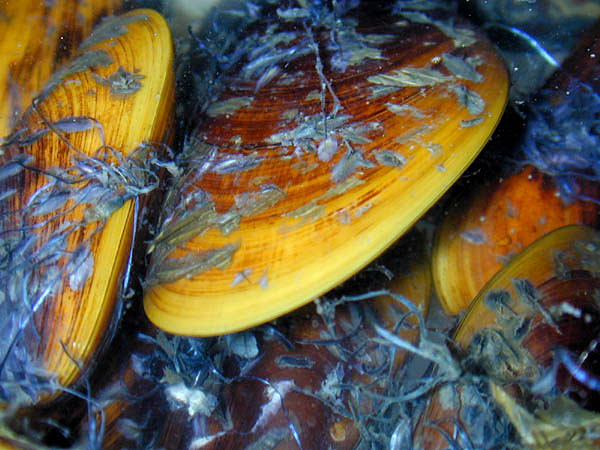
Глубоководный двустворчатый моллюск Bathymodiolus childressi — один из доминирующих видов в сообществах организмов, связанных с холодным просачиванием в Мексиканском заливе

В результате тектонических движений земной коры под морским дном образуются неоднородности и трещины, по которым газы, нефть и вода из более глубоких слоев поднимаются выше, рассеиваются донными отложениями и на площади до нескольких сотен метров в диаметре проникают в морскую воду [1] [2]. Утечка газов, сырой нефти и вытеснение пластичных пород (например, солевые отложения под морским дном) могут вызвать провалы на морском дне. Рассол, образующийся при растворении солевых отложений, может заполнить эти пустоты, в результате чего образуются «лужи» рассола. Концентрация соли в этом рассоле в 3-5 раз больше, чем в морской воде, поэтому рассол имеет большую плотность, чем морская вода, и не смешивается с ней. Обычно в нем растворяется метан, который далее диффундирует в морскую воду. Движущиеся вверх углеводороды и соленые воды, встречая рыхлые отложения, могут смешиваться с ними и увлекать их, затем движущаяся смесь часто образует подводные грязевые вулканы. В химических реакциях между морской водой с высоким содержанием диоксида углерода и восстановленными веществами, выделяемыми из экссудатов, могут образовываться горные породы, образуя различные горные образования, состоящие из карбонатных пород, в том числе икаита и барита.

## Разбивка
Холодные выделения делятся в зависимости от глубины, на которой они возникают (на мелкие и глубокие воды) и в зависимости от того, как они возникают, на:
- связанные с газовыми и нефтяными выделениями,
- связанные с выделением метана
- связанные с гидратными выделениями
- связанные с выделениями рассола
- грязевые вулканы